# Sponsa Christi
Sponsa Christi è una Costituzione Apostolica emanata da Papa Pio XII in occasione della Festa della Presentazione, il 21 novembre 1950. Si rivolge alla vocazione delle donne consacrate e al loro impegno mistico con Cristo.

## Caratteristiche della vita consacrata
La prima parte della costituzione si occupa dello sviluppo storico della vocazione, della verginità e dello sviluppo dei monasteri monastici femminili consacrate alla chiesa primitiva, e in particolare alla vita contemplativa. Pio XII descrive le caratteristiche della vita consacrata delle donne e spiega: "A causa della loro consacrazione da parte del vescovo diocesano, acquisiscono un legame speciale con la Chiesa, a cui dedicano il loro servizio, anche se rimangono nel mondo. Da soli o in comunità rappresentano una speciale immagine escatologica della sposa celeste e della vita futura, quando la chiesa vivrà finalmente l'amore del suo sposo Cristo in abbondanza".
Per le vergini consacre il servizio della liturgia è essenziale. La Parola di Dio e la liturgia sono le fonti dalle quali le vergini consacrate devono attingere, conoscere la volontà di Dio e legarsi a lui nella libertà e nell'amore. Nella stessa parte, il Papa stabilisce le disposizioni relative agli esami delle suore. Con questa costituzione vengono stabilite regole fisse per le comunità religiose, inoltre viene data una linea guida alle donne consacrate che vivono nel mondo.
Papa Pio citò la Sponsa Christi nell'enciclica Sacra Virginitas del 25 marzo 1954, dimostrando l'importanza dell'ufficio che le donne e gli uomini consacrati svolgono nella Chiesa. 

## Fondamenti del diritto canonico
La seconda parte specifica gli statuti validi secondo la legge canonica:
- Articolo I. §§ 1-3 Istituzione di ordini religiosi per le donne
- Articolo II  §§ 1-3 Forme speciali di vita religiosa monastica
- Articolo III  §§ 1-3 Affiliazione e consacrazione vergine
- Articolo IV  §§ 1-5 Esami papali grandi e piccoli
- Articolo V. §§ 1-4 Impegno per la celebrazione pubblica della Liturgia delle Ore in coro
- Articolo VI  §§ 1-3 Gerarchia e ordine nei monasteri femminili
- Articolo VII  §§ 1-3 Procedura di autorizzazione della Santa Sede
- Articolo VIII  §§ 1-3 Lavori monastici per il mantenimento dei monasteri
- Articolo IX  Disposizioni finali ed esortazione per il rigoroso rispetto di questi regola